# Церковь Святого Василия Великого (Торонто)
Церковь Святого Василия Великого (англ. St. Basil’s Church) — католическая церковь, находящаяся в городе Торонто, провинция Онтарио, Канада. Является одним из старейших храмов Торонто. Церковь Святого Василия является приходским храмом и используется в качестве коллегиального храма колледжа Святого Михаила Торонтского университета.

## История
Церковь святого Василия Великого была построена в 1856 году католическими монахами из конгрегации Василия Великого. Храм спроектировал архитектор Уильям Хей.